# Беречка
Беречка — деревня в Покровском районе Орловской области России.
Входит в состав Дросковского сельского поселения.

## География
Деревня находится на берегу речки, впадающей в реку Возгривка. Просёлочная дорога на востоке соединяет Беречку с автомобильной трассой Р-119, за которой расположена деревня Березовец.
В деревне имеется одна улица — Лесная.

## Население
| 2010 |
| ---- |
| 42   |